# Abolitionisme (strafrecht)

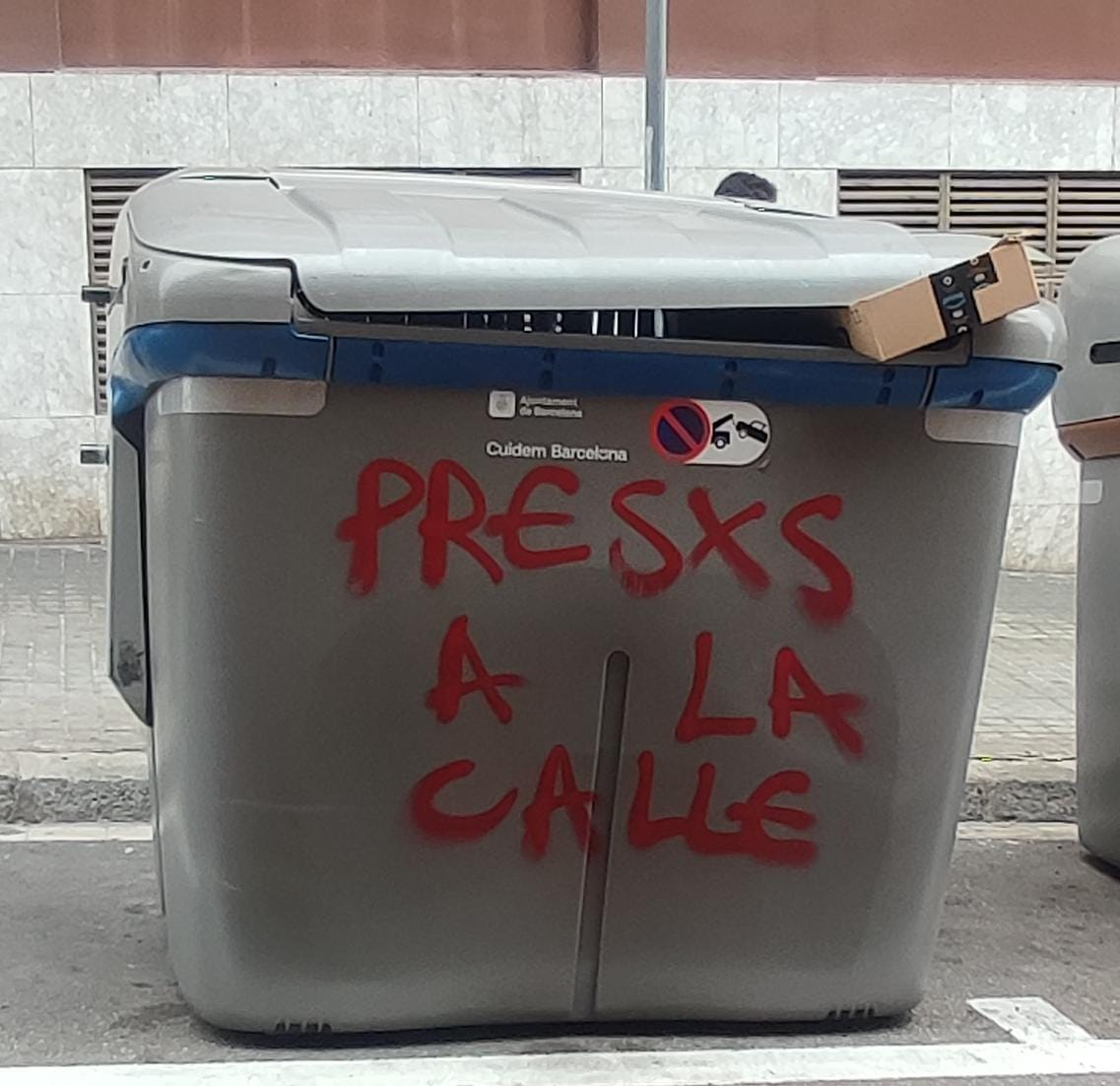
Spaanstalige graffiti in Barcelona die pleit voor de vrijheid van gevangenen (2022)

Het abolitionisme is een stroming onder criminologen die zich niet alleen bezighouden met de bestudering van de oorzaken van misdaad en criminaliteit, maar ook een radicale aanpassing van het bestaand strafrecht voorstaan.
Het abolitionisme wil het dadergerichte en repressieve geldend strafrecht afschaffen en vervangen door een alternatief en wezenlijk ander rechtssysteem dat slachtoffers meer soelaas zou bieden en veroordeelde delinquenten niet langer meer van het maatschappelijk leven uitsluit. Dit vanuit zowel humanitaire als preventieve overwegingen: er zijn bezwaren tegen het nieuwe leed dat het bestaand systeem na een misdaad aan de dader berokkent, waaronder vooral de opgelegde vrijheidsstraffen (zie gevangenisstraf en hechtenis) en het stigma dat de veroordeling veroorzaakt, terwijl een eerdere veroordeling ook een mogelijke oorzaak zou zijn van een - ook maatschappelijk ongewenste - recidive.
Bij de benadering van het probleem misdaad wordt in deze opvatting ook niet zozeer de  "misdadigheid"  tot relevant onderzoeksprobleem gesteld, maar de strafrechtsbedeling, dat wil zeggen de wijze waarop in de samenleving een oplossing wordt gepretendeerd voor dat gedrag wat ze als misdadig omschrijft. 
Men kan dan wel op bepaalde gedragingen het etiket "misdaad" plakken, maar hoogstens kan er sprake zijn van bepaalde als problematisch ervaren gebeurtenissen, waarvan het ongewenste karakter niet wordt ontkend, maar waarvoor de strafrechtelijke praktijk geen bevredigende oplossing zou bieden. De strafrechtsbedeling door de overheid ontneemt immers het conflict van de directbetrokkenen (dader en eventueel slachtoffer) en giet het in een  "ontvreemdend gedehumaniseerd apparaat" waar de aandacht uitsluitend gericht is op de geïndividualiseerde schuld van een individuele actor. Men dient op zoek te gaan naar "gedeprofessionaliseerde, gedeïnstitutionaliseerde en gedecentraliseerde wijzen van conflictbeslechting die dichter bij de betrokkenen zelf staan". 
De criminologen Louk Hulsman, Herman Thomas Bianchi en René van Swaaningen worden gerekend tot vooraanstaande pleitbezorgers in Nederland van een dergelijke aanpassing van het recht.